# Irská příčná flétna
Irská flétna (irsky fliúít Gaelach) je dřevěná příčná flétna s kónusovým vrtáním a prstokladem typu simple-system, kterou používala většina flétnistů v začátcích 19. století nebo flétna moderní výroby z ní vycházející (často s úpravami pro lepší použití v irské hudbě). Naprostá většina flétnistů hrající irskou tradiční hudbu používá tento typ flétny.
Ačkoliv se na irskou flétnu hrálo, a stále hraje, po celém Irsku, její silné zázemí je zejména ve středozápadních hrabstvích Sligo, Leitrim a Roscommon. Je tím známa také jižní část hrabství Fermanagh, východní část Galway, hrabství Clare a západní část hrabství Limerick.

## Popis

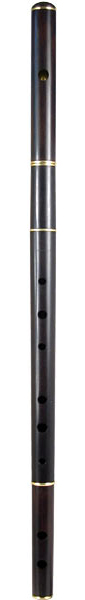
(bezklapková) dřevěná flétna

Irská flétna je příčná flétna se "simple-system" prstokladem, která hraje diatonickou durovou stupnici postupným odkrýváním otvorů. Většina fléten z období klasicismu, stejně jako některé nově vyrobené flétny, obsahují kovové klapky a další otvory pro dosažení částečné nebo úplné chromatiky. Vzhledem k dřevěné konstrukci, charakteristickému nátisku a přímému (bezklapkovému) prstokladu, mají tyto flétny výrazně odlišnou barvu zvuku oproti moderní příčné flétně. Hráči na irskou flétnu se, na rozdíl od klasických flétnistů, snaží dosáhnout temného a řezavého  tónu. Přestože nejběžnější ladění je D, tyto flétny jsou k dispozici i v jiných laděních a v irské hudbě se často vyskytují také v ladění Es, B a C. Ačkoliv se flétna označuje jako D, jde o netransponující nástroj, tedy pokud stisknete C, zazní skutečně tón C. Označení D flétna vychází z faktu, že nejjednodušší šestidírková flétna má tón D jako nejnižší tón a že hraje stupnici D dur bez zvláštního prstokladu. Flétny Es, B a C jsou transponující nástroje.
Flétna má šest hlavních otvorů pro prsty. Pro D flétnu (nejběžnější typ), s X představujícím zakrytý otvor a O představujícím odkrytý otvor, všechny zakryté otvory (třemi prsty na každé ruce) mohou být znázorněny jako XXX-XXX = tón D. Celá stupnice D dur pak pokračuje XXX-XXO = E, XXX-XOO = F#, XXX-OOO = G, XXO-OOO = A, XOO-OOO = H, OOO-OOO = C# až k XXX-XXX nebo OXX-XXX představující D v horní oktávě.
Flétnistu hrajícího na moderní Böhmovu příčnou flétnu to může trochu mást, protože moderní flétny jsou obvykle laděny v C. To je způsobeno tím, ze mají přidané klapky díky kterým dosáhnou až ke spodnímu C, ale pokud na moderní kovové příčné flétně zakryjí základních šest otvorů (spolu se zavřenou palcovou klapkou) tedy (XXX-XXX) pak tón který získají, je D. Z mnoha technických důvodů se dřevěná D flétna typu "simple-system" podobá koncertní C flétně s Böhmovým systémem, co do tónů získaných stejným prstokladem, na rozdíl od C flétny typu "simple-system". Theobald Böhm zcela přepracoval flétnu aby snáze získal chromatické ladění.
Dřevěné flétny mají v hlavici válcové vrtání, tělo má kónusové vrtání. To je největší u hlavice a zužuje se směrem k patce, což umožňuje kratší flétnu daného ladění.

Böhmova flétna má válcové vrtání těla (spolu s parabolickým vrtáním v hlavici) a používá klapky k tomu, aby otvory mohly být ideální velikosti a na ideálním místě.

## Historický vývoj

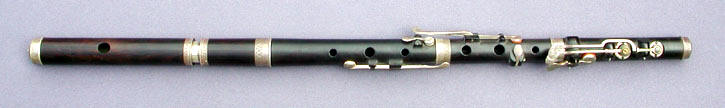
flétna Metzler, 1. polovina 19. stoleti

I přes běžně užívaný název, irská flétna není hudebním nástrojem pocházející z Irska. Flétna s kónickým vrtáním a prstokladem typu "simple-system" je typ flétny na kterou hráli všichni lidé předtím, než v polovině 19. století přišla moderní příčná flétna s Böhmovým systémem. "Simple-system" flétny jsou obvykle vyrobeny ze dřeva (grenadill, palisandr, různé druhy ebenu atd.). Existovalo několik výrobců tohoto typu flétny, mezi nimiž se pohyboval i anglický vynálezce a flétnista Charles Nicholson ml., který vyvinul radikálně vylepšenou verzi dřevěné příčné flétny.

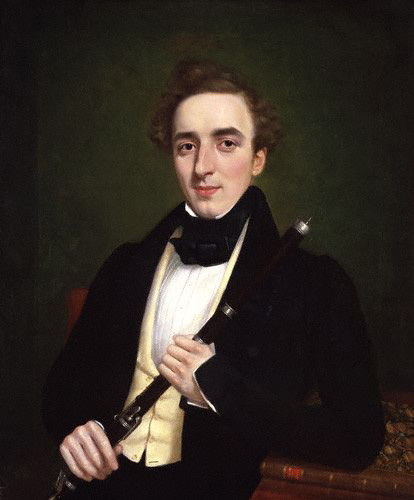
Charles Nicholson s flétnou, 1834 portrét

Od druhé poloviny 19. století existovaly dva hlavní typy fléten s velkými prstovými otvory, a to od dvou firem se sídlem v Londýně: Rudall & Rose a později Boosey & Co., vyrábějící Pratten flétny, navržené Robertem Sidney Prattenem, významným flétnistou čtyřicátých a padesátých let 19. století. George Rudall byl amatérský hráč, který studoval hru na flétnu nějakou dobu pod Nicholsonem (později pak jako samouk), se v roce 1820 seznámil s Johnem Mitchell Rosem a jejich dlouhodobá spolupráce započala. Pratten flétny měly větší průměr vrtání a poskytovaly silnější zvuk. Flétny od Rudall & Rose, vyráběné převážně z jamajského (nepravého) ebenu a zimostrázu, byly známé svým temnějším, čistším a mírně tišším tónem než flétny Prattenova typu, ale firma vyráběla mnoho druhů fléten. Většina těchto původních fléten mělo patku s tóny Cis a C, ovládaných pomocí klapek vyrobených obvykle z anglického cínu. Někteří současní výrobci ponechávají delší patku s otvory pro tyto tóny, ale bez jejich klapek. Cílem má být zachování ladění a barvy tónu tak, jako to mají původní flétny z 19. století.
Flétny typu "simple-system" nebyly vyráběny s ohledem na lidové hudebníky, ale byly přijaty amatérskými flétnisty poté, co je vyřadili koncertní hudebníci. Belfastský výrobce fléten Samuel Colin Hamilton je toho názoru, že vojenské kapely s flétnami a pikolami, které byly v 19. století rozšířeny po Irsku, hrály roli při seznamování irské společnosti s flétnou jako nástrojem, který by mohl být použit v taneční hudbě. Také zlepšení ekonomické situace v Irsku od poloviny 19. století znamenalo, že si mohlo více lidí obstarat hudební nástroj.

## Moderní podoby a současní výrobci

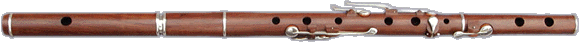
šestiklapková irská flétna McGee

Dnes jsou "irské" flétny se simple-system prstokladem vyráběny pro hraní různých tradičních stylů. Nejpoužívanější materiál v irské tradici je dřevo, i když se používají i jiné materiály, jako je Delrin, PVC nebo i bambus - avšak dřevo je stále nejoblíbenější materiál. Moderní irské flétny se liší v množství přidaných kovových klapek nebo naopak, nemusí mít klapky žádné. Většina těchto fléten je laděná moderními způsoby a obvykle jsou sladěné lépe se současnými hudebními nástroji. Všechny mají základní šestidírkovou konstrukci, stejně jako má Irská whistle.
Současní výrobci napodobují vzhled starých fléten, často se zaměřují na konkrétní typ flétny nebo konkrétní flétny podle sériového čísla, přičemž se drží dnes používaného rovnoměrně temperovaného ladění a komorního A. Původní flétny Rudall & Rose a Pratten byly vyráběny v středotónovém ladění, ačkoliv některé byly vyrobeny i v rovnoměrně temperovaném ladění.
Mezi nejznámější současné výrobce patří například:
- Eamonn Cotter - z hrabství Clare.[9]
- Martin Doyle - z města Bray, hrabství Wicklow.[10]
- Michael Grinter - Austrálie.[11]
- Hammy Hamilton - ze Severního Irska.[12]
- Marcus Hernon - z okresu Connemara, hrabství Galway.
- Glenn Watson - z hrabství Galway.
- Sam Murray - ze Severního Irska.
- Terry McGee - z Austrálie.[13]
- M and E Flutes (Michael Cronnolly) [14]
- Patrick Olwell - z Virginie, USA.

Dobře známí výrobci fléten z jiných materiálů jsou např. Doug Tipple (PVC), Des Seery (Delrin) a William (Billy) Miller (bambus). V České republice je poměrně dobře znám belgický výrobce Geert Lejeune

## Technika hry
Současná technika hry na flétnu v irské tradiční hudbě má mnoho společného s technikou hry na irskou whistle. To zahrnuje používání ornamentů k ozdobení hudby. Mezi běžné patří "cut"[kat], "tap" a "roll": 
Cut a Tap"Cut" je rychlé nadskočení prstu na zakrytém otvoru, "Tap" je rychlé klepnutí prstem přes otevřený otvor.
Roll"Roll" je nota s cutem, následovaný tapem. Alternativně lze k rollu přistoupit jako ke skupině tónů stejné výšky a délky s rozdílnou artikulací.
Crann"Crann" (nebo "cran") je ornament převzatý z tradiční hry na irské loketní dudy. Je podobný rollu, ale jsou zde použité pouze cuty.

## Regionální styly a hráči
Hra na irskou flétnu má v Irsku několik regionálních stylů.

### Sligo
Sligský styl, označovaný také jako Sligsko-Roscommonský, je poměrně rychlý, plynulý a bohatě zdobený. Dobrým představitelem sligského stylu je Matt Molloy. Dalšími hráči jsou například Eddie Cahill (narozen v roce 1929 v Ballyglassu u Tobercurry), Kevin Henry, Peter Horan, Paddy Hunt, Mick Loftus, June McCormack, Josie McDermott, bratři McDonaghovi z Ballinafadu, Sonny McDonagh, James Murray (jižní Sligo), Colm O'Donnell (z Kilmactigue), Seamus O'Donnell, Michael J Ryan, Roger Sherlock, Séamus Tansey.
Roscommonští hráči: John P. Carty, Bernard Flaherty (z Boyle, autor "Trip to Sligo", knihy o regionální hudbě), John Wynne, Catherine McEvoy, Frank Jordan, Tommy Guihan, Patsy McNamara, John Kelly, John Carlos, Pat Finn, Brian Duke, Patsy Hanly.

### Leitrim a severní styl
I když je do jisté míry zastíněno bohatou hudební tradicí v hrabství Sligo, Leitrim si zachovává svou identitu a tradici hry na flétnu. Leitrimský styl je velmi rytmický, méně zdobený, používající často přerušování tónu dechem nebo dokonce jazykem jako je tomu například v hudbě Johna McKenny. McKenna, z Tarmonu (mezi Drumkeeranem a Drumshanbem), byl považován za jednoho z nejpřínosnějších flétnistů v historii irské hudby. Hráči, o kterých je známo že se McKenna od nich učil, byli Hughie Byrne a Jamesy McManus. Dalšími Drumkeeranštími hráči byli John Frank Doherty a Francie Rourke.
Současní hráči spojení s tímto stylem jsou: Desy Adams (ze skupiny Na Dórsa), Harry Bradley, Michael Clarkson, Packie Duignan, Gary Hastings, Deidre Havlin (ze skupiny Déanta), Conal Ó Gráda a Desi Wilkinson.

### Fermanagh
Tento styl je na pomezí mezi prostším a jednotvárnějším stylem severovýchodního Ulsteru a květnatější charakteristikou zdobení hrabství Sligo a Leitrim. Je ilustrován pozdní hrou Eddie Duffyho, který byl ovlivněn Williamem Carrollem a Laurencem Nugentem z Lack, hrabství Fermanagh. Cathel McConnell, flétnista ze skupiny Boys of the Lough, ukázal tento regionální styl celosvětovému publiku.

### Východní Galway
Styl z východní Galway má uvolněnější tempo a poměrně plynulé. Paddy Carty hraje v tomto stylu, dalšími jsou například Mike Rafferty, Jim Conroy, Jack Coen, The Moloney family (Seán Moloney, jeho otec Eddie a jeho syn Stephen) a Tom Morrison (1889-1958).

### Clare
V hrabství Clare je několik podstylů. Micho Queally (praděd Micheala Hynese) z Kilfenory byl v 19. století velmi známý hráč na flétnu. Mezi významné flétnisty v tomto hrabství se řadili bratři Russellovi, Kevin Crawford, Jim Ward a Paddy McMahon (dlouhodobý člen Kilfenora Céilí Band), Peadar O’Loughlin, Paddy O'Donoghue, Eamonn Cotter, PJ Crotty, Michael a P J Hynesovi (styl západního Clare) a Garry Shannon. Flétnisté z Tulla Céilí Band, mezi které se řadili J.J. Conway, Seamus Cooley, Jim Donoghue, Paddy Donoghue, Michael Falsey, Jenifer Lenihan, Peter O'Loughlin, Jack Murphy, Michael Preston, J.C. Talty a Martin Talty.

## Další významní hráči na irskou flétnu

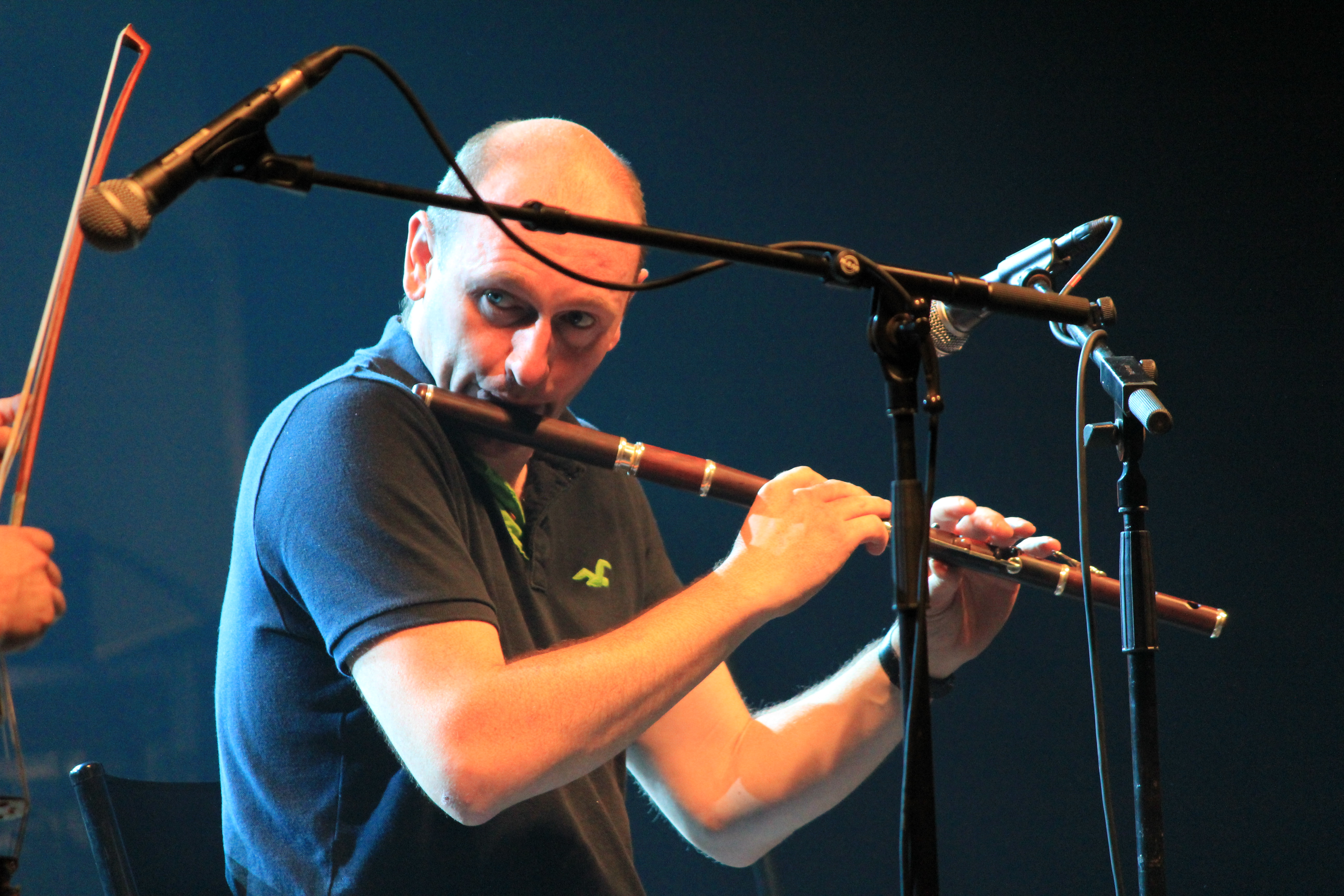
Michael McGoldrick v Lorientu v roce 2013.

Někteří další flétnisté, hrající irskou tradiční hudbu:
- Vincent Broderick
- Billy Clifford (ze Sliabh Luachra, hrál v the Star of Munster triu s Julií Clifford)
- Tara Diamond (z hrabství Down) a její otec Leslie Bingham
- Tom Doorley (z Glenageary, hrabství Dublin; hraje ve skupině Danú)
- Seamus Egan
- Brian Finnegan
- Oliver Goldsmith
- Aoife Granville
- Carmel Gunning
- Skip Healy (ze Rhode Island, je také výrobcem fléten)
- Marcus Hernon
- Frankie Kennedy
- Séamas Mac Mathúna (z Goweru, Cooraclare, hrabství Clare, pracuje na plný úvazek pro Sdružení hudebníků Irska [Comhaltas Ceoltóirí Éireann])
- Joanie Madden (jako jedna z mála hraje irskou tradiční hudbu na Böhmovu příčnou flétnu)
- Michael McGoldrick
- Emer Mayock
- Mick O'Connor
- Peadar O'Loughlin
- Francis O'Neill
- Michael Tubridy
- Chris Norman
- Calum Stewart